# Mühlebenebach
Der Mühlebenebach ist ein knapp einen Kilometer langer Waldklingenbach im Gemeindegebiet von Mulfingen im Hohenlohekreis im nordöstlichen Baden-Württemberg, der im Weiler Heimhausen der Gemeinde von rechts und Osten in die mittlere Jagst mündet.

## Geographie

### Verlauf
Der Mühlebenebach entspringt ca. 0,8 km östlich der Flussbrücke von Heimhausen am Beginn seiner sich zwischen den Hochebenengewannen Straßen im Norden sowie Mühlebene und  Eulengrund im Süden eintiefenden Waldklinge auf etwa 385 m ü. NHN. Dort beginnt an einer zeitweiligen Quelle ein bis zu drei Meter breites, von abgestürzten Blöcken überlagertes und wenig gewundenes, nach Westen bis Westnordwesten laufendes Bachbett, das im oberen Bereich oft trocken liegt und im weiteren Verlauf abschnittsweise nur episodisch Wasser führt, welches über kleine Stürze in Gumpen fällt. Im mittleren ist es steil eingetieft. Nach etwa der Hälfte des Klingenlaufs quert ein höhenlinienparalleler Waldweg, der mit einer Schlinge in die Klinge hereinzieht, den Bach. 
Nach etwa einem halben Kilometer, während dessen mehr oder weniger lange Steinriegel überwiegend von rechts von den begleitenden Hängen zum Bach herablaufen, endet der Wald, der Bach fließt aber noch weitere 200 Meter von einem Galeriewald begleitet in einer Geländekerbe am flacheren unteren Wiesenhang. Daraufhin tritt er für seine letzten hundert Meter Lauf in den rechtsjagstischen Siedlungsteil von Heimhausen ein, unterquert zwei Siedlungsstraßen und fließt dann von rechts und auf etwa 267 m ü. NHN in die mittlere Jagst ein, einen Steinwurf weit unterhalb der Stelle, wo der Mühlkanal der örtlichen Jagstmühle in die Jagst zurückläuft, und einen Steinwurf oberhalb der Flussbrücke des Weilers, an der durchs linksjagstische Heimhausen der Hetzlesbach dem Fluss zuläuft. 
Der Mühlebenebach mündet nach einem 0,8 km langen Lauf mit mittlerem Sohlgefälle von etwa 150 ‰ rund 118 Höhenmeter unterhalb seiner Quelle in der oberen Klinge.
Er hat einen episodischen Zufluss aus einer etwa 0,1 km langen rechten, südwestwärts ziehenden Nebenklinge, die im Wald Karlesberg nahe am Flurrand des Wiesengewanns Straßen auf der Hochebene einsetzt und noch vor der Waldwegquerung zuläuft. Gleich nach dieser Querung speist noch eine Schichtquelle dicht am Lauf den Bach.

### Einzugsgebiet
Der Mühlebenebach hat ein etwa 0,8 km² großes Einzugsgebiet, das im Naturraum der Kocher-Jagst-Ebenen liegt. Der nach Fläche dominante Hochebenenanteil, fast ganz von Ackerfläche eingenommen, liegt dabei im Unterraum Bartenstein-Langenburger Platten der Östlichen Kocher-Jagst-Ebene, die bewaldete Klinge im oberen Jagsttalhang und darunter der Mündungswinkel mit der Begleitgalerie des Baches, Hangwiesen und Heckenstücken darin liegen dagegen im Unterraum Mittleres Jagsttal des Jagsttals. Der höchste Punkt erhebt sich an der Ostspitze im Gewann Straßenäcker oder Weißenäcker und erreicht etwa 449 m ü. NHN. Einzig besiedelt darin ist ein Sektor des Mündungsweilers Heimhausen, der wie das gesamte Gebiet zur Gemeinde Mulfingen gehört. Das westliche Einzugsgebiet gehört mit einem Streifen auf der Hochebene noch vor dem Jagsttalhangknick, der abwärts anschließenden Klinge und bis hinunter an den Ortsrand von Heimhausen zum Landschaftsschutzgebiet Jagsttal mit Nebentälern und angrenzenden Gebieten zwischen Kreisgrenze Schwäbisch Hall und Gemeindegrenze Krautheim/Schöntal.
An die Wasserscheide grenzt im Nordosten das Einzugsgebiet des flussabwärts ebenfalls in die Jagst mündenden Lausenbachs, im Südosten das eines anderen, vom Geißbiegel flussaufwärts über seinen Mühlkanal zu ihr laufenden Klingenbachs. Zwischen beider Mündungen und der des Mühlebenebachs gibt es jeweils nur einen Auengraben und einen Mühlkanal im Jagsttal.

## Geologie
Auf den Höhenlagen der Hochebene ganz im Osten des Einzugsgebietes liegt Lettenkeuper (Erfurt-Formation), doch der größte Teil von ihr liegt ebenso wie darunter die erste Hälfte des Bachlauf in der Klinge im Oberen Muschelkalk. Wenig nach dem in der Klinge den Lauf querenden Waldweg streicht der Mittlere Muschelkalk aus, gefolgt vom Unteren Muschelkalk noch etwas vor dem Ortsbereich von Heimhausen.
Diese triassischen Schichten sind teils von geologisch jüngeren überlagert, der Muschelkalk in der Klinge und noch darunter von quartärem Hangschutt, der Mündungsbereich von einem quartären Schwemmschuttfächer. Der Bach durchläuft zuletzt das holozäne Auenlehmband um die Jagst.

## Geschichte und Tourismus
Ein schon in keltischer Zeit benutzter historischer Handelwegs führte, dort Hohe Straße zwischen Kocher und Jagst genannt, aus der Gegend der Mündung von Kocher und Jagst in den Neckar kommend, etwa auf der Wasserscheide zwischen den Unterläufen beider Flüsse ostwärts, stieg am Hetzlesbach entlang nach Heimhausen ab und erklomm dann im Bereich des Mühlebenebachs die Hochebene rechtsseits der Jagst. Dort lief er dann weiter ostwärts in Richtung Mittelfranken. Der Weg hat sprachliche Spuren entlang der Trasse hinterlassen, so beziehen sich der Name des in der Talmulde des Mühlebenebachs auf der Hochebene ostnordostwärts laufenden Feldweges Hochstraße wie auch die dortigen Gewannnamen Straßen, Leisen (nach einer dialektalen Bezeichnung für Radfurchen) und Straßenäcker auf ihn.
Heute quert ein von Mulfingen im Jagsttal heraufkommender Blau-Punkt-Wanderweg des Schwäbischen Albvereins in Heimhausen den Fluss und steigt dann auf einem gut ausgebauten Wirtschaftsweg, der mit einem weit nach Süden ausholenden Serpentinenschlag das allzu große Gefälle in der Klinge meidet, auf die Hochebene an. Dort läuft er auf der genannten Hochstraße weiter bis zum Blaufeldener Einzelgehöft Geroldshausen, wo er in den Main-Neckar-Rhein-Weg einmündet.

### LUBW
Amtliche Online-Gewässerkarte mit passendem Ausschnitt und den hier benutzten Layern: Lauf und Einzugsgebiet des Mühlebenebachs

Allgemeiner Einstieg ohne Voreinstellungen und Layer: Daten- und Kartendienst der Landesanstalt für Umwelt Baden-Württemberg (LUBW) (Hinweise)
1. 1 2 3  Höhe nach dem Höhenlinienbild auf dem Hintergrundlayer Topographische Karte.
2. ↑  Länge nach dem Layer Gewässernetz (AWGN).
3. ↑  Einzugsgebiet abgemessen auf dem Hintergrundlayer Topographische Karte.
4. ↑  Länge abgemessen auf dem Hintergrundlayer Topographische Karte.
5. ↑  Natur teilweise nach dem Layer Geschützte Biotope.
6. ↑  Schutzgebiet nach dem einschlägigen Layer.

### Andere Belege
1. ↑  Wolf-Dieter Sick: Geographische Landesaufnahme: Die naturräumlichen Einheiten auf Blatt 162 Rothenburg o. d. Tauber. Bundesanstalt für Landeskunde, Bad Godesberg 1962. → Online-Karte (PDF; 4,7 MB)
2. ↑  Geologie nach den Layern zu Geologische Karte 1:50.000 auf: Mapserver des Landesamtes für Geologie, Rohstoffe und Bergbau (LGRB) (Hinweise)